# Metazygia mundulella
Metazygia mundulella là một loài nhện trong họ Araneidae.
Loài này thuộc chi Metazygia. Metazygia mundulella được Embrik Strand miêu tả năm 1916.